# Joseba Albizu
Joseba Albizu Lizaso, född den 6 juli 1978 i Azpeitia, Baskien, är en tidigare professionell spansk tävlingscyklist. Albizu blev professionell med det italienska Mercatone Uno 2003, under den tiden vann han Giro del Friuli. Sedan bytte han stall till Euskaltel-Euskadi år 2004 och tävlade med dem fram till 2006. Men har sedan dess inte tävlat i något professionell cykelstall.
Joseba Albizu tävlade för Café Baques som amatörcyklist. Som amatör slutade han bland annat tvåa i Giro Ciclistico d'Italia Internazionale U26 (Baby Giro), som är de unga amatörernas svar på Giro d'Italia, vilket ledde honom till proffskontrakt med Mercatone Uno. I Mercatone Uno blev Joseba Albizu bland annat stallkamrat med Marco Pantani.
Han vann bergspristävlingen i det bergiga loppet Euskal Bizikleta 2005.
I oktober 2004 blev Albizu svårt skadad i en bilkrasch, men skadorna var inte livshotande. Medpassageraren, en spansk tävlingscyklist, Jokin Ormaetxea, avled.

## Meriter
2002
Vuelta a Tenerife
2:a, Baby Giro
3:a, etapp 3, Vuelta Ciclista a Navarra
2003
Giro del Friuli
2;a, GP Nobili Rubinetterie
7:a GP Ouest France
2005
Bergspristävlingen, Euskal Bizikleta

## Stall
- 2003 Mercatone Uno - Scanavino
- 2004-2006 Euskaltel-Euskadi